# Cassa di Risparmio della Provincia di Viterbo
La Cassa di Risparmio della Provincia di Viterbo (comunemente abbreviata Carivit) è stata una banca italiana con sede a Viterbo, che fondata nel 1855, il 23 novembre 2015 si è fusa in Intesa Sanpaolo.

## Storia

### Cassa di Risparmio di Viterbo
L'iniziativa per istituire la Cassa di Risparmio di Viterbo fu presa nel 1854 dal Consiglio provinciale allora presieduto da Pietro Lasagni. Lo statuto fu approvato con rescritto pontificio del 18 aprile 1855 e le operazioni cominciarono il successivo 1º luglio, dopo che i 102 soci fondatori acquistarono 150 azioni da dieci scudi romani ciascuna.
Primo presidente della Cassa, fino al 1861, fu il conte Cesare Pocci, Gonfaloniere della Città.
I vari statuti che si susseguirono dal 1855 al 1893 stabilirono che i capitali fossero impiegati soprattutto nell'acquisto di titoli pubblici, in mutui e conti correnti ipotecari e chirografari, in obbligazioni fondiarie ed agrarie, in prestiti su pegno di oggetti preziosi. Con lo statuto del 1893 si decise inoltre di intraprendere i servizi di esattoria e tesoreria di enti morali.
I depositi della Cassa continuarono a crescere dall'atto della sua fondazione fino al 1886, data a partire dalla quale l'Istituto visse un decennio di acuta depressione: l'affluire dei depositi aveva spinto la Cassa ad eccedere nella concessione di crediti, ma le precarie condizioni economiche del Regno e la crisi agraria locale impedirono a molti debitori di restituire il denaro avuto in prestito, portando così la Cassa sull'orlo del collasso.

### Cassa di Risparmio della Provincia di Viterbo
Nel 1927, l'Istituto assorbì le Casse di Acquapendente, Bagnoregio e Carbognano, mentre con regio decreto 25 febbraio 1937 n. 318 incorporò le Casse di Risparmio Riunite di Ronciglione, Sutri, Capranica e Caprarola, modificando la propria ragione sociale in "Cassa di Risparmio della Provincia di Viterbo".
All'indomani della seconda guerra mondiale l'Istituto concesse numerosi crediti ai cittadini viterbesi per la ricostruzione delle proprie case, e partecipò con un fondo di 100.000 lire alla ricostituzione della Società per la Conservazione dei Monumenti, che trovò ospitalità presso la sede dell'Istituto, e che si occupò dei lavori di restauro di importanti edifici storici danneggiati dai bombardamenti.

### Casse del Centro
Dal 1999 l'istituto, entro a far parte delle "Casse del Centro", società di Banca Intesa.
Il 23 novembre 2015 è stata fusa per incorporazione nella capogruppo Intesa Sanpaolo S.p.A. Nell'ultimo periodo di attività, era controllata dal gruppo Intesa Sanpaolo attraverso la Banca CR Firenze.